# NGC 2933
NGC 2933 é uma galáxia espiral (S?) localizada na direcção da constelação de Leo. Possui uma declinação de +17° 00' 53" e uma ascensão recta de 9 horas, 37 minutos e 55,0 segundos.
A galáxia NGC 2933 foi descoberta em 1 de Abril de 1864 por Albert Marth.